# Floreen
Floreen was tussen 1498 en 1833 in Friesland de gebruikelijke naam voor de florijn of goudgulden, waarin de huurwaarde (pacht) van het landgebruik werd uitgedrukt. Met die waarde als grondslag werden belastingen geheven.

Philippusgulden, een van de goudguldens

## Voorgeschiedenis
Waar elders een landsheer rechten had op bezittingen in zijn gebied, waren die in de Friese gebieden in handen van de landen zelf. Wegen, rivieren, vaarten, kanalen, dijken en zijlen hoorden onder Dijkgerechten en Zijlvesten, onder toezicht van het eigen landsbestuur. Goederen die aanspoelden en landaanwas waren eigendom van de aangrenzende eigenaars, jachtrecht en visrecht waren ook van de landeigenaren. Bij tijdelijke overheersing door vreemde vorsten moesten de Friezen wel iets van hun vrijheid inleveren. Ze gingen dan bijvoorbeeld akkoord met het leveren van een bepaald aantal koeien of paarden en waren bereid een huisbelasting te betalen. In 1418 sloten Friezen een akkoord met Jan van Beieren, waarbij voor ieder huis twee Vlaamse groten moesten worden betaald.

## Saksische lasten
In 1498 had Westerlauwers Friesland zich onderworpen aan de Saksische hertog en men was akkoord gegaan met een aantal belastingen:
- van ieder huis jaarlijks drie stuivers,
- van hoornbeesten en paarden van 2 jaar en ouder 1 Vlaamse groot,
- van de totale huurwaarde de honderdste penning (één procent),
- accijns op bier en laken.

De floreen had in 1498 een waarde van 25 stuivers en werd vanaf 1517 opgewaardeerd tot 28 stuivers. In 1499 kreeg Albrecht bij zijn inhuldiging een geschenk met de waarde van 20% van de huurwaarde: 6000 florenen. In dat jaar eiste hij ook nog een kwart van de weerbare mannen (‘de vierde man’) voor zijn oorlog in Groningen, maar ging akkoord met de afkoop ervan: van elke floreen drie stuivers, dus 12%. 
De vraag is of deze belastingen meteen zijn betaald, want toen in 1500 ernst werd gemaakt met de inning ervan, kwamen de Friezen in opstand. Die werd neergeslagen en er werd opnieuw onderhandeld over de belastingen. Een jaarlijkse belasting (jaartaux) ‘naar rijkdom en grootte’ kwam in de plaats van de eerste drie belastingen, de accijnzen bleven bestaan. Geestelijken, kloosters en edelen betaalden geen jaartaux over land dat ze zelf in gebruik hadden.
Eigenlijk wilden de Saksen dat in Friesland het leenstelsel werd ingevoerd, zoals ze dat in hun eigen gebied kenden. Daartoe moesten de Friezen dan hun land aan de hertog afstaan, die het hen daarna in leen terug zou geven. George, opvolger van Albrecht probeerde in 1504 in Franeker de Friezen daartoe over te halen, maar ze weigerden beslist. In plaats daarvan gingen ze akkoord met het jaarlijks betalen van de 21e penning (21% ) van de huurwaarde van hun eigendommen. 
De jaartaux ‘naar rijkdom en grootte’ was ongelijk over de dorpen verdeeld en drukte onevenredig op landbezitters en landgebruikers. Daarom liet de Saksische hertog in 1511 een centraal Register van den Aanbreng aanleggen. Daarin werd per landgebruiker beschreven hoeveel land hij gebruikte en welke huur in florenen hij daarvoor betaalde. Het register vormde een basis voor een eerlijker grondbelasting, die floreenbelasting werd genoemd. Wat eigenaren en gebruikers opgaven werd genoteerd, het land werd niet opgemeten en het soort gebruik van het land werd niet gecontroleerd.
Toen George in 1514 in geldnood zat vanwege een oorlog in Oost-Friesland wilde hij dat de  Friezen de 21e penning in één keer zouden afkopen of dat ze in plaats daarvan soldaten zouden leveren. Onder de voorwaarde dat ze voor altijd bevrijd zouden zijn van de 21e penning met behoud van alle verworven rechten leverden ze voor drie maanden 500 soldaten.

## Belasting onder de Habsburgers
Na de overdracht van Friesland in 1515 aan Karel van Bourgondië bevestigde deze het drievoudige privilege van de Friezen: vrij van het leenstelsel, vrij van alle vroegere belastingen en vrij van de 21e penning. Velen meenden dat daarmee ook de jaartaux vervallen was. Dat werd echter alleen toegestaan voor de edelen die vanaf het begin de kant van Karel hadden gekozen tijdens zijn strijd tegen de Geldersen. Latere pogingen om hen dat privilege weer af te nemen slaagden niet. Ondertussen werden naast de jaartaux steeds vaker afzonderlijke heffingen opgelegd als omslag op de florenen, zoals die in het Register van den Aanbreng waren vastgelegd en daarvan was niemand vrijgesteld. Meestal waren die heffingen bestemd voor de kosten van de verschillende oorlogen, een enkele keer voor een bijzondere bijdrage aan het onderhoud aan de zeedijken.

### Onderhoud zeedijken
Het geld dat nodig was voor het onderhoud aan de zeedijken werd na verloop van tijd ook als omslag op de floreen geïnd. Ook de grootte van de door dijkplichtigen te onderhouden dijkpercelen was bepaald op basis van de nieuwe grondslag: de huurwaarde uitgedrukt in florenen. De buitendijkers van Westergo hielden nog vrij lang vast aan de oude grondslag: de oppervlakte in pondematen. Daarom werden in 1528 twee raadsheren van het Hof van Friesland als commissarissen aangewezen om de oude pondematen om te zetten naar de florenen en op basis daarvan de dijkpercelen opnieuw uit te delen. Het ging gepaard met hoge kosten, grote moeilijkheden en strafbaar verzet van buitendijkers.
Tot dan hadden de binnendijkers van Westergo geweigerd de buitendijkers te helpen bij het zeedijkonderhoud en Oostergo wilde niets bijdragen aan Westergo. Toch lieten ze zich in 1529 door de stadhouder overhalen om voor drie jaar een omslag van zes stuivers op hun floreen aan de buitendijkers van Westergo te geven. In die drie jaar moest de zaak dan wel definitief worden geregeld. Dat leidde in 1533 tot het Groot Arbitrament.

## Belasting tijdens deRepubliek
Vanaf 1580 werden de min of meer incidentele afzonderlijke heffingen omgezet naar gewone jaarlijkse belastingen, die steeds hoger werden. Na afloop van het Twaalfjarig Bestand moest er geld worden opgebracht om de oorlog voort te zetten. Naast een forse omslag op de floreen besloten de Staten van Friesland in 1623 tot gedwongen afkoop van de jaartaux, wat 300.000 carolusguldens opleverde. 
Vanwege de oorlogvoering in de 17e eeuw liep de omslag op de floreen steeds hoger op en de mogelijkheden om daaraan minder bij te dragen werden benut. De huurwaarde van de percelen was nog steeds die van 1511, maar er was natuurlijk vanalles veranderd. Stukken land waren verkocht, percelen waren meer of minder waard geworden of door stormvloeden verloren gegaan. Die wijzigingen werden zo nu en dan wel aangetekend, maar ze boden ook gelegenheid tot misbruik. De Staten van Friesland constateerden dat door ‘baetsuchtigheyt van eenige particulier Ingesetenen’ florenen waren verdonkeremaand of verplaatst van het ene naar het andere perceel om er beter van te worden. Daarom wilde men een administratie waarin ook de wijzigingen volgens een vast stramien werden vastgelegd. 

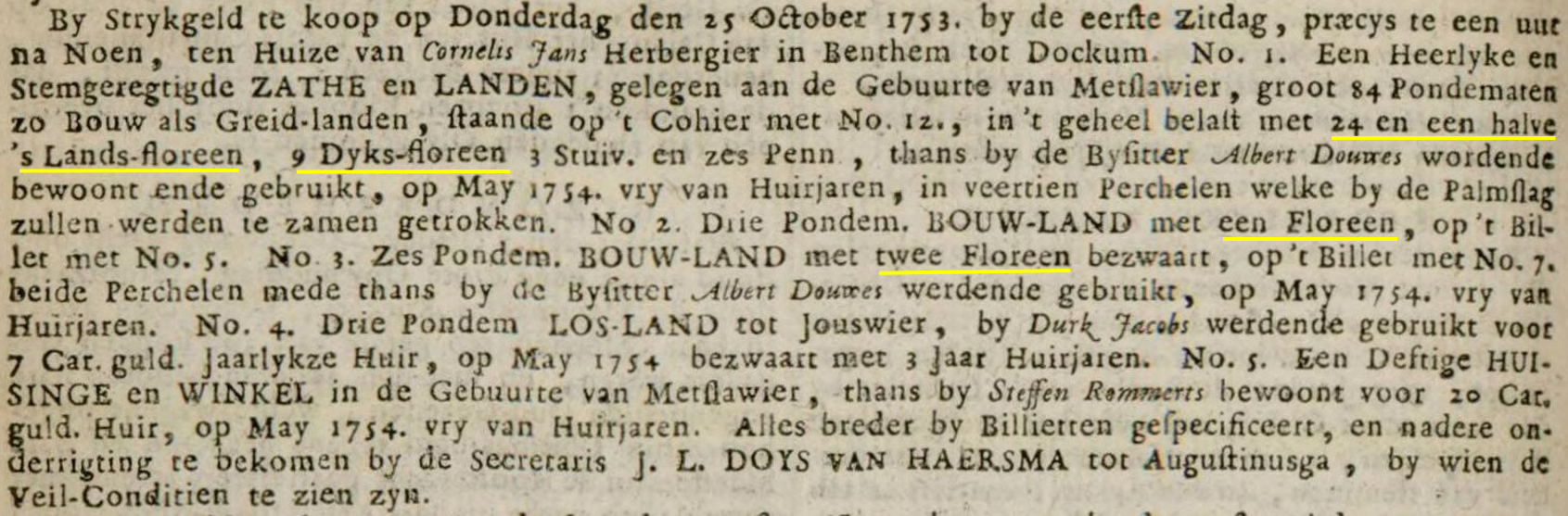
Landverkoop met vermelding van de lasten in florenen, 20 oktober 1753

### Floreenkohieren
In 1700 werden de gegevens uit het Register van den Aanbreng voor de hele provincie Friesland op uniforme wijze per gemeente geadministreerd in de zogenoemde floreenkohieren. Zij bevatten de naam van de eigenaar, van de eventuele pachter, de ligging van de grond, de oppervlakte en natuurlijk de huurwaarde in florenen. Het betrof alle grondbezit buiten de omwalling van de steden. Deze fiscale grondboekhouding werd sinds 1708 steeds om de tien jaar bijgewerkt. 
In 1750 werd met omslagen op de floreen door de provincie bijna 70% van alle directe belastingen geïnd. De florenen bleven behalve voor het zeedijkonderhoud ook de grondslag voor omslagen ten behoeve van grietenijlasten en het onderhoud van kerken, pastorieën en scholen. 
In 1806 kwam er in de plaats van de floreenbelasting een voor Friesland nieuwe belasting op onroerende goederen, de verponding. Deze grondbelasting trof in hoofdzaak de grondbezitters. Die hadden altijd de lasten die aan het grondbezit verbonden waren door hun pachters laten opbrengen. Ze moesten nu zelf één vierde deel van hun inkomsten betalen. Voor de definitieve grondslag voor de verponding moest een nieuwe kadastrale registratie worden opgezet, die in 1832 klaar was.
 
Daardoor verloren de floreenkohieren ten slotte hun oorspronkelijke functie. Omdat ze nog in gebruik bleven voor de omslag van dijklasten en grietenijlasten en omslagen ten behoeve van het onderhoud van kerken, pastorieën en scholen, werd na de Franse tijd de tienjarige herziening opnieuw aanbevolen. Nadat in 1864 de dijksflorenen werden afgeschaft waren de floreenkohieren niet meer nodig.